# 4-丁基间苯二酚
4-丁基间苯二酚（或称为4-正丁基间苯二酚）是一种烷基间苯二酚，分子式C10H14O2，用于治疗表皮色素沉着。